# Vladimir Ulanov
Vladimir Ivanovich Ulanov (Ruso: Владимир Иванович Уланов, nacido el 1 de noviembre de 1946 en Krai de Altái) es un escritor, periodista, miembro de la Unión Rusa de Escritores, IFRW y la Unión Internacional de Escritores.
Fue presidente de la Junta de Arcángel "Unión Regional de Escritores Povazhe". Ulanov nominado para los premios literarios "Patrimonio 2015" (por la novela "Cruz principesca", "Escritor del año 2013". Ganador de dos premios "Pluma dorada de Rusia, "Herencia histórica" en 2010 y "signo divertido" en 2007.
Nominado en nombre del Premio Literario Sergey Yesenin "Mi Rusia". Nominado para el premio "Escritor del año 2016".
Tener 51 publicaciones de libros de Vladimir Ulanov.

## Biografía
En 1976, Ulanov comenzó a publicarle artículos en periódicos locales y revistas nacionales en Novokuznetsk.
En 1983, trabajé en Dusambé (Tayikistán) con los periódicos "Comunista de Tayikistan", "Profesor", "Tarde Dushanbe", "Komsomolets de Tayikistán". Imprime sus obras en revistas nacionales "Escuela soviética", "Pionero", "Consejero", "Escuela y producción", "Comida", "Trabajador". Comenzó la novela "Alboroto".
En 1986 publicó el primer libro de Ulanov "Carteles e información sobre orientación profesional para estudiantes que trabajan en oficios".
Ulanov, después de mudarse a la ciudad de Velsk en Rusia, trabaja con los periódicos "Velsk-Info", "Velskie vesti", "Velskaya Semana".
En 2002 publicó el libro "Alboroto" (en 2 partes), 2006 - novela "Tentación" y "Purificación del tiempo", 2008 - novela "Cruz del príncipe".
15 de noviembre de 2007, Vladimir Ulanov creó la "Unión Regional de Escritores Povazhe" en la ciudad de Velsk. Empezar a trabajar el almanaque "Povazhe".
En 2008, Vladimir Ulanov comenzó a ser miembro de la Unión Rusa de Escritores.
En 2016 Ulanov comienza a crear sus libros en internet.
En 2018, Ulanov obtuvo la Medalla de Cirilo y Metodio, Medalla por un gran trabajo en cultura y arte, Medalla por la gran contribución al desarrollo de la literatura rusa y la educación del patriotismo en la generación más joven y el premio literario ruso.

## Libros
Obras recogidas en 6 volúmenes:
- "Alboroto" (1 parte). ISBN 978-5-91960-013-8.
- "Alboroto" (2 partes). ISBN 978-5-91960-009-1.
- "Tentación". ISBN 978-5-91960-007-7.
- "Cruz principesca". ISBN 978-5-91960-006-0.
- "La tragedia del Zar Boris". ISBN 978-5-91960-017-6.
- "Misterio de Sirio". ISBN 978-5-91960-012-1.

## Publicaciones
- La estrofa dorada del 2009 # 1. P. 254.
- Premio Nacional de Literatura. Escritor del año 2013. Libro 18. Moscú 2014. P. 261.
- Patrimonio 2015. Libro de la decimoquinta. Moscú 2015. P. 49.
- Premio literario nacional "Escritor del año" Ficción 2016. Moscú 2017. P. 153.
- Campana rusa Número 4. Moscú, 2017. P. 153.
- La campana rusa "Beso de otoño" Moscú, 2017. P. 163.
- Premio Literario. Prosa. Patrimonio 2017. Libro uno. Moscú. 2017. P. 97.
- Premio literario que lleva el nombre de Sergei Yesenin "Mi Rusia". Libro cuatro Moscú, 2017. P. 226
- Campana rusa "Oh, qué mujer ..." Moscú 2017. P. 220
- Campana rusa Número de emisión 1.Moscú, 2017. P. 173.
- Premio literario que lleva el nombre de Sergei Yesenin "Mi Rusia". Libro 3. Moscú, 2017. P. 55.
- Herencia. Premio Literario 2015 Libro decimoquinto. Moscú 2015. P. 49
- Campana rusa Edición especial del "regimiento inmortal". Moscú, 2018. P. 237.
- Campana rusa Edición especial "Nominados del Premio Literario Ruso - 2018." # 2. Moscú 2018. p. 208-287.